# Kristotomus guptai
Kristotomus guptai är en stekelart som beskrevs av Mason 1968. Kristotomus guptai ingår i släktet Kristotomus och familjen brokparasitsteklar. Inga underarter finns listade i Catalogue of Life.